# Besoldungsordnung H
Die Besoldungsordnung H (auch Besoldungsordnung AH oder Besoldungsordnung HS) regelte bis 1975 als Besoldungsordnung der Länder die Dienstbezüge für wissenschaftliche Beamte an deutschen Hochschulen (unter anderem für Professoren). Sie wurde durch die Besoldungsordnung C abgelöst, die wiederum 2002 durch die Besoldungsordnung W ersetzt worden ist. Die Ämter der Besoldungsordnung H gehörten zu den Laufbahnen des höheren Dienstes. Die Besoldungsordnung H umfasste – je nach Bundesland – die Besoldungsgruppen H 1 bis H 4, H 5 oder H 6.

## Geschichte
Die Besoldungsordnung H war nicht einheitlich auf Bundesebene geregelt, sondern über die jeweiligen Landesgesetze. Deswegen hatte sie auch abweichende Bezeichnungen: In Nordrhein-Westfalen hieß sie etwa Besoldungsordnung H, in Berlin Besoldungsordnung AH und in Bayern Besoldungsordnung HS. Sie wurde durch das „Zweite Gesetz zur Vereinheitlichung und Neuregelung des Besoldungsrechts in Bund und Ländern“ (2. BesVNG) vom 23. Mai 1975 (BGBl. I S. 1173) durch die Besoldungsordnung C ersetzt. 

## Besoldungstabelle (ausgewählte Dienstaltersstufen) im Vergleich zur C- und W-Besoldung / monatliches Grundgehalt
| Besoldungsgruppe | Stufe 1   | Stufe 7   | Endstufe H 1–2: 14 H 3–5: 15 | Besoldungsgruppe | Stufe 1   | Stufe 7   | Endstufe C 1: 14 C 2–4: 15 | Besoldungsgruppe | Stufenlose Besoldung |
| ---------------- | --------- | --------- | ---------------------------- | ---------------- | --------- | --------- | -------------------------- | ---------------- | -------------------- |
| H 1              | 4359,72 € | 5192,01 € | 6174,04 €                    |                  |           |           |                            |                  |                      |
| H 2              | 4448,25 € | 5532,85 € | 6806,34 €                    | C 1              | 4359,72 € | 5192,00 € | 6174,04 €                  |                  |                      |
| H 3              | 4848,97 € | 6049,07 € | 7649,22 €                    | C 2              | 4368,12 € | 5700,47 € | 7489,09 €                  | W 1              | 5409,21 €            |
| H 4              | 5250,85 € | 6638,83 € | 8489,42 €                    | C 3              | 4764,78 € | 6283,09 € | 8308,28 €                  | W 2              | 7051,97 €            |
| H 5              | 6480,03 € | 7992,25 € | 10008,42 €                   | C 4              | 5955,95 € | 7482,89 € | 9518,66 €                  | W 3              | 7767,45 €            |